# 恒毅国民型华文中学
恒毅国民型华文中学（简称恒毅华中）是马来西亚槟城州东北县乔治市日落洞哈密顿路的一所国民型华文中学，于1957年9月9日成立，由比利时天主教神父拿督余廉神父于1957年创办，在1961年由罗马天主教主徒会购下哈密顿路及大英义学校路交接处的一段六亩半地段作为该校校地，并于1967年接受马来西亚政府津贴，改制成为国民型华文中学。恒毅中学亦在峇央峇鲁另设分校，于2017年正式开课，掌校人同为总校校长卢思冰。
余廉神父于1946年在法国传教，接触了蕴含丰富的中国文化，决心到中国传教，后来被派往中国贵州传教6年。1952年，余廉神父被派到马来亚槟城传教，从此与东方花园结下不解之缘。余廉神父曾担任1961至1962年的悲伤圣母教堂的教区神父，在槟岛的中路七苦堂传教后，即于1956年在该教堂旁创办了恒毅华小，一年后创办恒毅私立中学（现已停办），提供辍学者、印尼及泰国的华侨学习中文。1966年，在哈密顿路获得马来西亚教育部批准兴建恒毅中学校舍。余廉神父生前除了通晓英文，尚能以闽南语（或称福建话）和中文交谈，尽管身为外国人，但却义不容辞地以毕生的精力和热忱投注于华文教育。1995年7月，余廉神父获槟州元首封赐拿督勋衔，成为大马首个获得拿督级的神父，作为推广本地华教教育的贡献之肯定。2004年9月11日，余廉神父因白血病而撒手人寰，享年87岁。

## 校史[3]
- 1957年 -拿督余廉神父借用槟榔律修道院淡米尔小学以及浮罗池滑天主教堂旁之一间木屋创办私立学校，收容贫穷子弟及超龄生就读。
- 1961年 -罗马天主教会以当时地价十二万五千令吉（RM125000）购下哈密顿路及大英义学校路交接处一段六亩半地段作为该校校地。
- 1966年 -该校获得马来西亚教育部批准，在上述校地开始兴建校舍。
- 1967年 -该校借用恒毅国民型华文小学课室正式创办恒毅中学，当时录取280名初中一新生，共开设7班。第一期四层楼校舍A座建竣，设有十四间课室、一间教师办公室及一间书记办公室。是年九月，恒毅中学迁入新校舍，并接受政府津贴，成为改制国民型华文中学。
- 1969年 -第二期新校舍B座亦告建竣，设有科学室、美术室、办公室及课室。
- 1970年 -衔接两座校舍的单层食堂C座亦告建竣。
- 1972年 -学生人数升至1288人，从预备班至中五，共开办37班。
- 1975年 -该校大礼堂《光前堂》及冷气讲堂D座亦告建竣。
- 1987年 -学生人数激增至1800名，课室及设备不敷应用，董事部议决增建工艺楼。
- 1990年 -工艺楼E座落成，其中设有音乐室、木工室、烹饪室、缝纫室、课室及新食堂。
- 1991年 -董事部决定把原为男校的恒毅华中改为男女混合学校。
- 1999年 -学生人数再增至2300名，董事部在工艺楼顶层加盖课室及第二间音乐室。
- 2001年 -由于教育文凭考试成绩优异，该校获得马来西亚教育部批准开办大学先修班理科班。
- 2003年 -由于大学先修班成绩表现优异，该校又再获得马来西亚教育部批准开办大学先修班文科班。恒毅创办人拿督余廉神父荣获《光明勇士奖》首奖。
- 2004年 -拿督余廉神父荣获林连玉基金委员会颁予《林连玉精神奖》，神父对华教的贡献受到崇高的肯定。
- 2005年 -该校荣获第5届《马来西亚表演艺术薪传奖》中的学校团体荣誉奖，写下恒中光辉一页。
- 2007年 -庆祝创校五十周年《金禧》纪念。该校华乐团于北京之旅荣获《阳光奖》及杰出指挥奖。
- 2008年 -学校董事会终于获得槟岛市政局（现称槟岛市政厅）的批准，以八十一万九千两百令吉（RM819200）低于市价之价格，购得校邻木屋区地段及对面篮球场部分地皮，充扩建之用。该校荣获马来西亚教育部颁发卓越学校之课外活动组全国冠军奖项。[4]
- 2009年 -槟岛市政局于7月2日批准该校宏愿楼建筑工程图测，11月21日开始动工。该校新食堂于9月28日开始启用，学生总人数亦突破3000人，创下新的历史纪录。
- 2010年 -该校学生总人数突破3200人，为槟州中学当中拥有学生人数排名第二多的中学。本校宏愿楼8层楼（F座）硬体设备建设工程于年杪完成。
- 2011年 -大学先修班于6月13日正式使用宏愿楼上课。该校于9月9日庆祝恒毅创校55周年纪念及宏愿楼落成庆典，并于9月10日举行恒毅创校55周年联欢晚宴。
- 2012年 -该校于3月3日获得槟城乔治市扶轮社移交厨余处理机，成为全球第一所获得此机械的学校。[5]
- 2013年 -马来西亚首相拿督斯里纳吉于4月30日在槟城贵都酒店颁发建校准证予本校，正式批准我校在槟城西南区兴建恒毅分校。
- 2015年 -该校董事会在E座校舍15间课室安装Dynabook数码电子互动白板，以提升教学器材素资，并于4月28日举办精明教室启用礼。该校家教协会于5月31日在本校操场举办义卖会，成功为恒毅国民型华文中学峇央峇鲁分校筹获30万令吉。分校行政楼建竣后，分校建校工委会于8月6日举行教学楼动土礼，建设工程正式迈入第二阶段。本校家教协会再于9月11日移交义卖会第二批筹款余额RM83856.44予分校建校委员会。
- 2016年 -该校家教协会设立官方微信公众号与电子新闻，并于1月27日举办推介礼。恒毅创校一甲子纪念庆典晚宴于9月9日在该校操场盛大举行，筵开235席。12月30日，校方于峇央峇鲁分校大厅举行首届迎新日。
- 2017年 -恒毅国民型华文中学峇央峇鲁分校于1月3日正式开课。该校董事会为配合科技工艺基本课程的教学，在分校增设两间科技工艺室，成为全马第一所拥有双科技工艺室（STEM Lab）的中学。科技工艺室的开幕典礼于7月21日举行。[6]

## 校训
- 中文：勤学敬业
- 英文：To Contrive and To Serve
- 巫文：Berusaha dan Berbakti

## 校徽[7]
校徽特征

- 星代表智慧的光芒，也代表人类的崇高理想
- 山岳代表永恒的信仰和恒毅的精神
- 河流代表大自然生息不灭的动力

校徽颜色

- 蓝色代表博爱与仁慈
- 白色代表纯洁和美好的德性

## 宏愿
- 中文：扎根本土，放眼全球
- 英文：Local Roots, Global Outlook
- 巫文：Berjiwa Lokal, Berminda Global

## 使命
1. 培养学生具有关怀人文的情操
2. 训练学生具有开放思维的智能
3. 引导学生具有环抱世界的胸怀

## 校歌[8]
徐缓激 昂 | 李平和 词
天地有正气

千秋万古存

为学以恒立

事业赖敬尊
 
正义修身根

博爱处世本

正义连博爱

立志作完人

钢铁的意志

巩固的友情

崇高的理想

永恒的信仰

## 学制
恒毅华中是槟城其中一所改制的国民型华文中学。
- 班级名称（中一至中三）：中一至中三的班级是由A—L班来分班。例：中一第二班1B；中三第十班3J。峇央峇鲁分校的班级名称则以“T”作首字母与班号并列。例：分校中一第一班T1A。
- 班级名称（中四至中五）：中四至中五为4～5年级，班级的代号是以所选的科系来决定，各科系班号则以该系总数中的排序为班级名称。例：中四数学科第二班4M2；中五理科第一班5S1。

学生隔年的班号取决于上一年年终考试的总平均成绩，成绩优等者即班号偏前；成绩劣等者则班号偏后。此举是为了能够给予各班每位学生适当的教学方式以作出调整。

## 文娱晚会
恒毅华中自1996年起开始举办学校文娱晚会，以发展表演艺术，提高文化素养为目的。

### 历届文娱晚会主题
- 1996年：《萌芽》
- 1997年：《茁壮》
- 1998年：《成长》
- 1999年：《缤纷》
- 2000年：《彩飞》
- 2001年：《欢腾》
- 2002年：《奔放》
- 2003年：《飞颂》
- 2004年：《回旋》
- 2005年：《十响》
- 2006年：《薪传》
- 2007年：《金禧》
- 2008年：《脱颖》
- 2009年：《升华》
- 2010年：《绚丽15》
- 2011年：《讴歌55》
- 2012年：《恒韵飞扬》
- 2013年：《异彩湛炫》
- 2014年：《再创辉煌》
- 2015年：《铿锵20》
- 2016年：《六秩韶光》
- 2017年：《衍·延》
- 2018年：《脉·流》
- 2019年：《一念初心》
- 2022年: 《蜕蝶待飞》
- 2023年：《绽光如萤》
- 2024年：《恒竹新芽》

### 文娱晚会宗旨
- 营照浓郁的校园人文气息氛围，提升学生文化素养。
- 发扬传统中华文化同时，也引导学生学习欣赏多元文化艺术。
- 让学生发挥想象力与创造力，全面发展身心潜能，建立学生的自信与自尊，培养自强自爱的精神。
- 训练学生的组织能力，社交能力与领导才能，培养学生的群体合作精神。
- 加强社会各界对本校的认识，并促进董家教与社会人士的互动关系。

## 峇央峇鲁分校
西南区设立国民型华文中学计划最早于1990年开始筹备，而恒毅分校于2016年杪启用。时任教育部长马智礼也于2019年12月20日以5个条件，批准位于峇央峇鲁的恒毅分校获得行政独立权。

## 知名校友
- 柯汶利－第49届金钟奖最佳电影导演，首位入围美国奥斯卡金像奖“最佳实景短片”提名的马来西亚导演
- 黄兹梁－马来西亚跳水国手
- 刘华才-民政党主席